# Ernst II. (Sachsen-Altenburg)

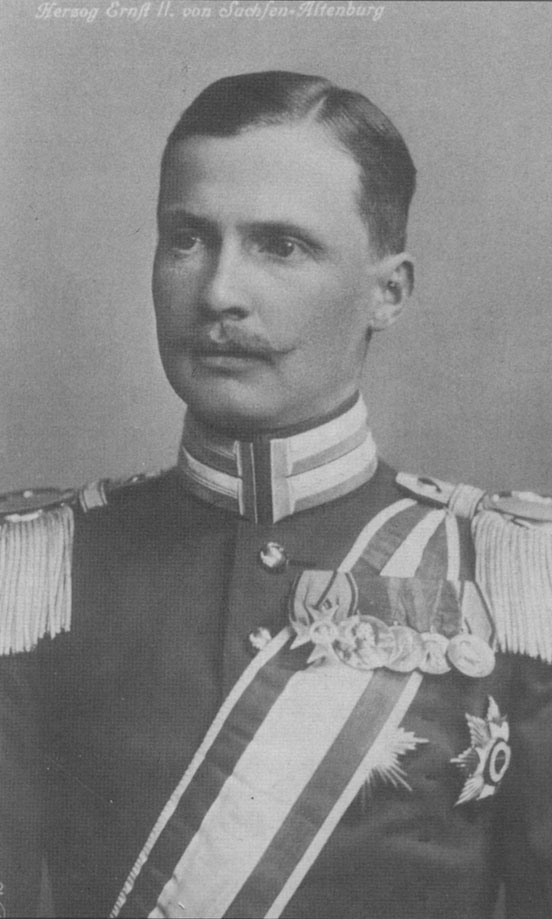
Ernst II. von Sachsen-Altenburg auf einer offiziellen Fotografie von 1915

Ernst II. von Sachsen-Altenburg (* 31. August 1871 auf Schloss Altenburg; † 22. März 1955 in Trockenborn-Wolfersdorf) war der letzte regierende Herzog des Herzogtums Sachsen-Altenburg.

## Kronprinz
Ernst Bernhard Georg Johann Karl Friedrich Peter Albert von Sachsen-Altenburg war der einzige Sohn unter fünf Kindern des Prinzen Moritz von Sachsen-Altenburg (1829–1907) und dessen Ehefrau Auguste, geborene Prinzessin von Sachsen-Meiningen (1843–1919), einer Schwester von Herzog Georg II. von Sachsen-Meiningen. Damit gehörte er dem Haus Sachsen-Altenburg an. Er war der einzige regierende Herzog aus diesem Haus, der in Altenburg geboren wurde und damit nicht mehr im Herzogtum Sachsen-Hildburghausen, das seine Vorfahren bis 1826 regiert hatten. Er verbrachte seine Kindheit mit seinen vier Schwestern Marie Anna, Elisabeth, Margarethe und Luise, mit der er besonders innig verbunden war, im elterlichen Haus, im Prinzenpalais.
Ab 1884 besuchte er das Vitzthumsche Gymnasium in Dresden, 1886–1889 das Christians-Gymnasium in Eisenberg. 1890 begann er ein Studium an der Académie de Lausanne, wo er als Gast an den Veranstaltungen der Société d’Étudiants Germania Lausanne teilnahm. Von 1891 bis 1892 studierte er an der Universität Jena zwei Semester lang Naturwissenschaften sowie Staatswissenschaften, Geschichte und Philosophie. Dort wurde er Corpsschleifenträger der Franconia Jena. 1892 wechselte er an die Ruprecht-Karls-Universität. Dort erhielt er 1893 auch die Schleife des Corps Saxo-Borussia Heidelberg. 1893 besuchte der Prinz die Kriegsschule Kassel und legte 1894 in Berlin das Offiziersexamen ab. Im September 1894 trat er als Leutnant in das 1. Garde-Regiment zu Fuß der Preußischen Armee ein. Er diente 1903–1905 im Großen Generalstab und nahm an mehreren Heeresübungen teil.
1898 heiratete er Prinzessin Adelheid zu Schaumburg-Lippe.

## Regierender Herzog
Unmittelbar nach dem Tod seines Onkels Herzog Ernst I. übernahm er als Ernst II. mit Patent vom 7. Februar 1908 die Regierung im Herzogtum Sachsen-Altenburg. Zugleich wurde er Chef des 8. Thüringischen Infanterie-Regiments Nr. 153 und des 1. Königlich Sächsischen Jäger-Bataillons Nr. 12 in Freiberg. Im selben Jahr wurde ihm von Kaiser Wilhelm II. der Hohe Orden vom Schwarzen Adler verliehen. Er galt als volksnaher Herrscher, der regelmäßig Audienzen für jedermann abhielt. Auch der Forschung und Technik gegenüber war er aufgeschlossen, so besaß er eines der ersten Autos im Herzogtum, unternahm 1911 eine Forschungsreise nach Spitzbergen, betrieb die Eröffnung eines Flugplatzes – des heutigen Leipzig-Altenburg Airport – und empfing die Weltreisenden Sven Hedin und Fridtjof Nansen.
Mit Ausbruch des Ersten Weltkriegs wurde Ernst II. als Generalleutnant Kommandeur des 8. Thüringischen Infanterie-Regiments Nr. 153, das als Teil des IV. Armee-Korps an der Westfront eingesetzt war. Am 19. August 1914 wurde er zum General der Infanterie ernannt und nach der Marneschlacht mit dem Eisernen Kreuz I. Klasse ausgezeichnet. Er übernahm dann am 7. Oktober 1914 die 16. Infanterie-Brigade und wurde am 20. März 1915 zum Kommandeur der 8. Division ernannt. Am 30. Mai 1915 erhielt er den Orden Pour le Mérite und schied aus dem aktiven Dienst aus. Ernst II. wurde am 4. April 1916 ein zweites Mal an die Spitze der 8. Division berufen, die er bis zu seinem krankheitsbedingten Ausscheiden im August 1916 kommandierte.
Noch im Oktober 1918, als sich die Niederlage Deutschlands im Ersten Weltkrieg und der Zusammenbruch der Monarchie bereits abzuzeichnen begannen, zögerte Ernst II., ein reformiertes Wahlrecht für das Herzogtum anzunehmen. Am 7. November 1918 brachen in Altenburg Unruhen aus. Der Herzog versuchte noch, die Situation durch die Berufung dreier Sozialdemokraten in die Regierung wenden zu können, dankte aber schließlich am 13. November 1918 ab.
Der Polarforscher Wilhelm Filchner benannte die von ihm entdeckte Vahselbucht in der Antarktis in Herzog-Ernst-Bucht um. Diese Bezeichnung konnte sich jedoch nicht durchsetzen.

## Weimarer Republik und Zeit des Nationalsozialismus
Ernst II. lebte ab 1922 unter dem Namen Ernst Freiherr von Rieseneck (auch: Baron von Rieseneck) auf Schloss Fröhliche Wiederkunft in Trockenborn-Wolfersdorf bei Kahla, nachdem er seine Interimswohnung in Berlin (Villa im Grunewald) aufgegeben hatte. Bereits ab April 1919 hörte er Vorlesungen in Physik, Meereskunde und Philosophie an der Berliner Universität. Seine Frau trennte sich in der Zwischenzeit aufgrund seiner Affären mit anderen Frauen von ihm, und 1920 wurde die Ehe geschieden. Auf seinem Schloss „Fröhliche Wiederkunft“ richtete er mit Unterstützung von Kurd Kisshauer eine Sternwarte ein, die mit den modernsten Geräten der Zeit ausgestattet war und zu einer vielbesuchten Forschungseinrichtung wurde. Anfang der 1930er-Jahre studierte er am Astrophysikalischen Institut der Universität Jena. 1934 wurde ihm vom Thüringischen Justizministerium gestattet, den Namen Ernst Herzog von Sachsen-Altenburg wieder zu führen, was ihm 1923 untersagt worden war. 1934 heiratete er auch seine langjährige Lebensgefährtin, die Sängerin Marie Triebel (* 16. Oktober 1893 in Waltershausen; † 28. Februar 1957 in Trockenborn-Wolfersdorf). Sie trug bis zu ihrem Tode den Titel „Freifrau von Rieseneck“. Am 26. Juni 1937 beantragte Ernst die Aufnahme in die NSDAP und wurde rückwirkend zum 1. Mai desselben Jahres aufgenommen (Mitgliedsnummer 4.868.932). 1938 erhielt er die Ehrenbürgerwürde der Stadt Altenburg. Am 10. April 1943 schenkte Ernst II. das Schloss Altenburg der Stadt.
Im Jahr 1929 wurde Erich Mühsams Gedicht Schmarotzer veröffentlicht, in dem er sich kritisch mit dem ehemaligen Herzog auseinandersetzte.

## Sowjetische Besatzungszone und DDR
Obwohl das Schloss Fröhliche Wiederkunft 1946 im Zuge der Bodenreform in der Sowjetischen Besatzungszone enteignet worden war, wurde Ernst im Oktober von der zuständigen sowjetischen Kommandantur ein lebenslanges Wohnrecht gewährt. Ein Angebot seines ältesten Sohnes Georg Moritz zur Übersiedlung auf das in der britischen Besatzungszone gelegene Schloss Hamborn bei Paderborn schlug er aus. Somit war Ernst II. der einzige ehemalige deutsche Bundesfürst, der Bürger der DDR wurde. Auch Ernsts Ex-Gattin blieb bis zu ihrem Tod 1971 in der DDR. Ernst II., nach dem Tode des ehemaligen Herzogs Carl Eduard von Sachsen-Coburg und Gotha der letzte noch lebende der 1918 abgedankten Bundesfürsten, starb im März 1955 und wurde in seiner privaten Grabstätte Krähenhütte in Trockenborn-Wolfersdorf beigesetzt.

## Ehe und Nachkommen

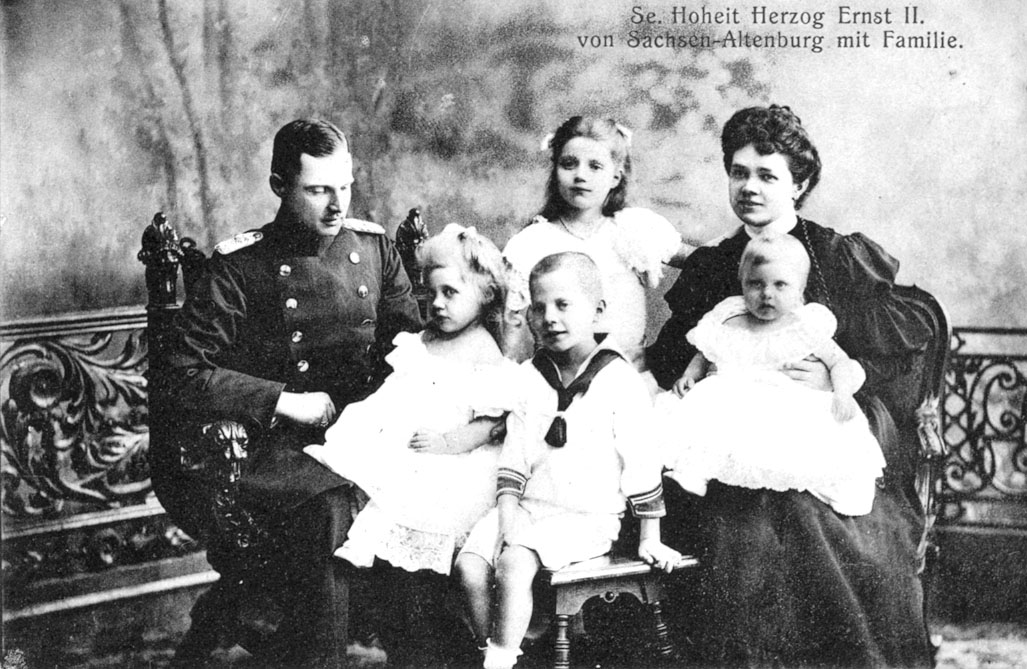
Herzog Ernst II. von Sachsen-Altenburg mit Familie ca. 1906

1898 heiratete er die Prinzessin Adelheid zu Schaumburg-Lippe (1875–1971). Aus dieser Ehe gingen vier Kinder hervor:
- Charlotte Agnes (1899–1989)

⚭ 1919 Sigismund von Preußen (1896–1978)
- Georg Moritz (1900–1991), Erbprinz von Sachsen-Altenburg
- Elisabeth (1903–1991)
- Friedrich Ernst (1905–1985)

Georg Moritz und Friedrich Ernst engagierten sich stark in der damals noch pionierhaften Bewegung der Anthroposophie, wie z. B. Waldorfschulen und sozialen Einrichtungen.
1934 heiratete er in zweiter Ehe die Sängerin Marie Triebel.

## Weitere Literatur
- Konrad Scheuermann, Jördis Frank (Hrsg.): neu entdeckt/Essays. Katalog zur 2. Thüringer Landesausstellung, Band 3, Mainz 2004, ISBN 3-8053-3321-8.